# Récords mundiales de salvamento y socorrismo
Los récords mundiales en salvamento y socorrismo son ratificados por la Federación Internacional de Salvamento y Socorrismo (ILS). Se pueden establecer récord en las categorías: absoluto, junior, y master. Junior oscila entre los 15 y los 18 años, mientras los masters comienzan a los 30 años y se dividen en grupos de edad de cinco años. Los 100m de natación con obstáculos es un evento solo disponible a partir de los 50 años.

## Masculino

### 200m Natación con Obstáculos
| Categoría   | Récord   | Deportista       | País          | Club                     | Fecha      | Lugar      | Ref   | Video |
| ----------- | -------- | ---------------- | ------------- | ------------------------ | ---------- | ---------- | ----- | ----- |
| Absoluto    | 01'51.73 | Kacper Majchrzak | Polonia       | National Team            | 29.08.2024 | Southport  | [ 4 ] |       |
| Junior      | 01'56.74 | Zac Reid         | Nueva Zelanda | National Team            | 24.11.2018 | Adelaida   | [ 5 ] |       |
| Masters M30 | 01'56.18 | Steven Kent      | Nueva Zelanda | Black Fins Squad         | 23.06.2018 | Eindhoven  | [ 6 ] |       |
| Masters M35 | 02'03.10 | Shun Nishiyama   | Japón         | Yugawara Lifesaving Club | 07.03.2025 | Tokyo      |       |       |
| Masters M40 | 02'12.55 | David Locke      | Australia     | Coogee                   | 10.11.2012 | Adelaida   |       |       |
| Masters M45 | 02'12.29 | Marcello Tonelli | España        | Club Natación Martianez  | 26.02.2021 | Alicante   | [ 7 ] |       |
| Masters M50 | 02'12.22 | Marcello Tonelli | España        | Club Natación Metropole  | 05.04.2025 | Valladolid |       |       |
| Masters M55 | 02'20.31 | Paul Lemmon      | Australia     | Terrigal SLSC            | 04.08.2023 | Gold Coast |       |       |

### 50m Remolque de Maniquí
| Categoría   | Récord   | Deportista          | País          | Club                            | Fecha      | Lugar      | Ref   | Video |
| ----------- | -------- | ------------------- | ------------- | ------------------------------- | ---------- | ---------- | ----- | ----- |
| Absoluto    | 00'27.20 | Fergus Eadie        | Nueva Zelanda | National Team                   | 30.08.2024 | Southport  | [ 8 ] |       |
| Junior      | 00'28.88 | Giovanni Mastorilli | Italia        | Rane Rosse                      | 08.12.2024 | Rotterdam  |       |       |
| Masters M30 | 00'28.02 | Wieck Danny         | Alemania      | Bad Wunnenberg                  | 06.05.2023 | Stuttgart  |       |       |
| Masters M35 | 00'30.59 | Hirano Naoya        | Japón         | Nittaidai Ebara Lifesaving Club | 13.05.2023 | Yokohama   |       |       |
| Masters M40 | 00'33.58 | Enrico Lancelotti   | Italia        | National Team                   | 19.01.2025 | Torino     |       |       |
| Masters M45 | 00'33.66 | Christophe Attrait  | Francia       | Biarritz Sauvetage Cotier       | 20.09.2023 | Bruges     |       |       |
| Masters M50 | 00'34.30 | Marcello Tonelli    | España        | Club Natación Metropole         | 06.04.2025 | Valladolid | [ 9 ] |       |
| Masters M55 | 00'34.73 | Thomas Janßen       | Alemania      | Alpen                           | 20.09.2023 | Bruges     |       |       |
| Masters M60 | 00'37.54 | Michael Meik        | Alemania      | Wadgassen                       | 22.09.2022 | Riccione   |       |       |
| Masters M65 | 00'37.62 | Michael Meik        | Alemania      | Wadgassen                       | 20.09.2023 | Bruges     |       |       |
| Masters M70 | 00'47.06 | Gonzalo Chicharro   | España        | Vallecas SOS                    | 24.08.2024 | Southport  |       |       |

### 100m Remolque de Maniquí con Aletas
| Categoría   | Récord   | Deportista         | País          | Club                                      | Fecha      | Lugar      | Ref    | Video |
| ----------- | -------- | ------------------ | ------------- | ----------------------------------------- | ---------- | ---------- | ------ | ----- |
| Absoluto    | 00'43.97 | Fergus Eadie       | Nueva Zelanda | National Team                             | 30.08.2024 | Southport  | [ 10 ] |       |
| Junior      | 00'45.52 | Jaime Irueste Rojo | España        | Club Alcarreno de Salvamento y Socorrismo | 05.05.2024 | Alicante   |        |       |
| Masters M30 | 00'46.11 | Kent Steven        | Nueva Zelanda | National Team                             | 01.12.2019 | Eindhoven  |        |       |
| Masters M35 | 00'47.91 | Shun Nishiyama     | Japón         | Yugawara Lifesaving Club                  | 08.03.2025 | Tokyo      |        |       |
| Masters M40 | 00'49.47 | Ronnie Dalsgaard   | Australia     | Manly Surf Life Saving Club               | 25.08.2024 | Southport  |        |       |
| Masters M45 | 00'52.64 | Daniel Kingsley    | Australia     | Shelly Beach SLSC                         | 25.08.2024 | Southport  |        |       |
| Masters M50 | 00'53.89 | Thorsten Sonsmann  | Alemania      | Region Uetersen                           | 14.04.2024 | Dusseldorf |        |       |
| Masters M55 | 00'55.62 | Heiko Venohr       | Alemania      | Gelsenkirchen                             | 23.06.2018 | Eindhoven  |        |       |
| Masters M60 | 01'00.00 | Michael Meik       | Alemania      | Gelsenkirchen                             | 18.09.2019 | Riccione   | [ 11 ] |       |
| Masters M65 | 01'06.05 | Michael Meik       | Alemania      | Wadgassen                                 | 19.09.2023 | Bruges     |        |       |
| Masters M70 | 01'17.33 | Gonzalo Chicharro  | España        | Vallecas SOS                              | 25.08.2024 | Southport  |        |       |

### 100m Socorrista
| Categoría   | Récord   | Deportista             | País      | Club                           | Fecha      | Lugar      | Ref    | Video |
| ----------- | -------- | ---------------------- | --------- | ------------------------------ | ---------- | ---------- | ------ | ----- |
| Absoluto    | 00'47.68 | Harrison Hynes         | Australia | National Team                  | 29.08.2024 | Southport  | [ 12 ] |       |
| Junior      | 00'50.01 | Alberto Turrado        | España    | C.D. SOS La Baneza             | 08.05.2021 | Torrevieja |        |       |
| Masters M30 | 00'50.02 | Kevin Lehr             | Alemania  | Luckenwalde                    | 05.09.2021 | Berlin     |        |       |
| Masters M35 | 00'52.50 | Javier Catala Llinares | España    | Club Deportivo Natación Aldaia | 03.05.2024 | Alicante   | [ 13 ] |       |
| Masters M40 | 00'56.18 | Ronnie Dalsgaard       | Australia | Manly Surf Life Saving Club    | 15.06.2024 | Sydney     |        |       |
| Masters M45 | 00'56.62 | Daniel Kingsley        | Australia | Shelly Beach SLSC              | 15.06.2024 | Sydney     |        |       |
| Masters M50 | 01'00.91 | Norbert Haaser         | Alemania  | Bermatingen-Markdorf           | 17.09.2016 | Eindhoven  |        |       |
| Masters M55 | 00'58.98 | Francois Bockstaele    | Bélgica   | Brasschaatse Reddingsclub      | 24.08.2024 | Southport  |        |       |
| Masters M60 | 01'04.88 | Michael Meik           | Alemania  | Wadgassen                      | 21.09.2022 | Riccione   |        |       |
| Masters M65 | 01'06.05 | Michael Meik           | Alemania  | Wadgassen                      | 19.09.2023 | Bruges     |        |       |
| Masters M70 | 01'19.67 | Doug Bishop            | Australia | St. Laurent Complex            | 03.09.2016 | Eindhoven  |        |       |

### 200m Super Socorrista
| Categoría   | Récord   | Deportista           | País         | Club                      | Fecha      | Lugar         | Ref    | Video |
| ----------- | -------- | -------------------- | ------------ | ------------------------- | ---------- | ------------- | ------ | ----- |
| Absoluto    | 02'02.98 | Francesco Ippolito   | Italia       | Gorizia Nuoto             | 25.05.2023 | Riccione      | [ 14 ] |       |
| Junior      | 02'07.07 | Davide Cremonini     | Italia       | G.S. Vigili del Fuoco     | 01.10.2022 | Riccione      |        |       |
| Masters M30 | 02'06.07 | Federico Gilardi     | Italia       | National Team             | 28.09.2022 | Riccione      | [ 15 ] |       |
| Masters M35 | 02'18.15 | Shun Nishiyama       | Japón        | Yugawara Lifesaving Club  | 09.03.2025 | Tokyo         |        |       |
| Masters M40 | 02'23.69 | Daniele Battegazzore | Italia       | Swimming Club Alessandria | 16.02.2020 | Riccione      |        |       |
| Masters M45 | 02'27.28 | Christophe Attrait   | Francia      | Biarritz Sauvetage Cotier | 26.05.2023 | Saint Malo    |        |       |
| Masters M50 | 02'32.02 | Christophe Attrait   | Francia      | Biarritz Sauvetage Cotier | 18.01.2025 | Aubervilliers |        |       |
| Masters M55 | 02'34.40 | Paul Lemmon          | Australia    | Terrigal SLSC             | 03.08.2024 | Southport     |        |       |
| Masters M60 | 02'55.45 | Jan Brink            | Países Bajos | RB Vlissingen             | 19.03.2023 | Dordrecht     |        |       |

### 100m Combinada Salvamento
| Categoría   | Récord   | Deportista         | País         | Club                      | Fecha      | Lugar              | Ref    | Video |
| ----------- | -------- | ------------------ | ------------ | ------------------------- | ---------- | ------------------ | ------ | ----- |
| Absoluto    | 00'57.66 | Francesco Ippolito | Italia       | Gorizia Nuoto             | 27.01.2021 | Lignano Sabbiadoro | [ 16 ] |       |
| Junior      | 00'59.64 | Simone Locchi      | Italia       | National Team             | 19.11.2022 | Warendorf          |        |       |
| Masters M30 | 01'00.63 | Federico Pinotti   | Italia       | National Team             | 22.11.2014 | Warendorf          |        |       |
| Masters M35 | 01'03.02 | Jeroen Lecoutere   | Bélgica      | National Team             | 29.09.2022 | Riccione           |        |       |
| Masters M40 | 01'12.40 | Christophe Attrait | Francia      | Biarritz Sauvetage Cotier | 06.04.2018 | Tarbes             |        |       |
| Masters M45 | 01'11.06 | Marcello Tonelli   | España       | Club Natación Martianez   | 07.05.2023 | Castellon          | [ 17 ] |       |
| Masters M50 | 01'09.23 | Marcello Tonelli   | España       | Club Natación Metropole   | 06.04.2025 | Valladolid         |        |       |
| Masters M55 | 01'15.15 | Thomas Janßen      | Alemania     | Alpen                     | 21.09.2023 | Bruges             |        |       |
| Masters M60 | 01'25.86 | Jan Brink          | Países Bajos | RB Vlissingen             | 26.11.2022 | Eindhoven          |        |       |
| Masters M65 | 01'24.46 | Michael Meik       | Alemania     | Schwerte                  | 07.12.2024 | Rotterdam          |        |       |
| Masters M70 | 02´04.37 | Richard Vezzoli    | Francia      | Biarritz Sauvetage Cotier | 15.04.2023 | Tarbes             |        |       |
|             |          |                    |              |                           |            |                    |        |       |

### 100m Natación con Obstáculos
| Categoría   | Récord   | Deportista       | País           | Club                 | Fecha      | Lugar            | Ref | Video |
| ----------- | -------- | ---------------- | -------------- | -------------------- | ---------- | ---------------- | --- | ----- |
| Masters M50 | 01'07.05 | Randall Eickhoff | Estados Unidos | California SLA       | 01.06.2019 | Markham, Ontario |     |       |
| Masters M55 | 01'03.66 | Thomas Janßen    | Alemania       | Alpen                | 19.09.2023 | Bruges           |     |       |
| Masters M60 | 01'06.45 | Paul Blackbeard  | Australia      | BMD Northcliffe SLSC | 10.01.2021 | Perth            |     |       |
| Masters M65 | 01'09.94 | Michael Meik     | Alemania       | Wadgassen            | 19.09.2023 | Bruges           |     |       |
| Masters M70 | 01'22.18 | Rod Taylor       | Australia      | Mooloolaba SLSC      | 23.08.2024 | Southport        |     |       |

## Femenino

### 200m Natación con Obstáculos
| Categoría   | Récord   | Deportista        | País      | Club                        | Fecha      | Lugar                 | Ref | Video |
| ----------- | -------- | ----------------- | --------- | --------------------------- | ---------- | --------------------- | --- | ----- |
| Absoluto    | 02'01.88 | Lu Ying           | China     | National Team               | 23.07.2009 | Kaohsiung             |     |       |
| Junior      | 02'03.89 | Giulia Vetrano    | Italia    | Centro Nuoto Nichelino      | 28.05.2022 | Riccione              |     |       |
| Masters M30 | 02'10.14 | Zsuzsanna Jakabos | Hungría   | National Team               | 13.09.2021 | Castellon de la Plana |     |       |
| Masters M35 | 02'19.80 | Kristyl Smith     | Australia | BMD Northcliffe SLSC        | 16.11.2018 | Adelaida              |     |       |
| Masters M40 | 02'25.18 | Dori Miller       | Australia | Bondi Surf Life Saving Club | 16.08.2013 | Brisbane              |     |       |
| Masters M45 | 02'25.41 | Dori Miller       | Australia | Bondi Surf Life Saving Club | 16.11.2018 | Adelaida              |     |       |
| Masters M50 | 02'27.19 | Norma Cahill      | Irlanda   | National Team               | 14.02.2016 | Limerick              |     |       |

### 50m Remolque de Maniquí
| Categoría   | Récord   | Deportista             | País      | Club                                   | Fecha      | Lugar         | Ref    | Video |
| ----------- | -------- | ---------------------- | --------- | -------------------------------------- | ---------- | ------------- | ------ | ----- |
| Absoluto    | 00'32.20 | Nina Holt              | Alemania  | National Team                          | 30.08.2024 | Southport     | [ 18 ] |       |
| Junior      | 00'33.43 | Lena Oppermann         | Alemania  | National Team                          | 24.11.2023 | Warendorf     |        |       |
| Masters M30 | 00'33.49 | Magali Rousseau        | Francia   | Aqualove Sauvetage                     | 28.05.2022 | Saint Malo    |        |       |
| Masters M35 | 00'33.61 | Magali Rousseau        | Francia   | Surfboat 33                            | 18.01.2025 | Aubervilliers |        |       |
| Masters M40 | 00'39.51 | Nele Vanbuel           | Bélgica   | Nelaur Barveaux                        | 08.03.2025 | Dordrecht     |        |       |
| Masters M45 | 00'39.38 | Sarah Windsor          | Australia | Alexandra Headland SLSC                | 24.08.2024 | Southport     |        |       |
| Masters M50 | 00'42.38 | Jeanette Libera-Körner | Alemania  | Berlin-Charlottenburg/Wilmersdorf      | 24.08.2024 | Southport     | [ 19 ] |       |
| Masters M55 | 00'42.40 | Jennifer Whiteley      | Australia | The Hills Swimming and Lifesaving Club | 16.01.2016 | Gold Coast    |        |       |
| Masters M60 | 00'42.49 | Jennifer Whiteley      | Australia | The Hills Swimming and Lifesaving Club | 17.11.2018 | Adelaida      |        |       |
| Masters M65 | 00'42.90 | Jennifer Whiteley      | Australia | The Hills Swimming and Lifesaving Club | 24.08.2024 | Southport     |        |       |
| Masters M70 | 00'59.72 | Ute Hole               | Alemania  | National Team                          | 15.09.2014 | Montpellier   |        |       |

### 100m Remolque de Maniquí con Aletas
| Categoría   | Récord   | Deportista             | País      | Club                                   | Fecha      | Lugar       | Ref    | Video |
| ----------- | -------- | ---------------------- | --------- | -------------------------------------- | ---------- | ----------- | ------ | ----- |
| Absoluto    | 00'49.30 | Lucrezia Fabretti      | Italia    | National Team                          | 23.04.2022 | Milan       |        |       |
| Junior      | 00'49.33 | Lucrezia Fabretti      | Italia    | National Team                          | 22.09.2019 | Riccione    |        |       |
| Masters M30 | 00'51.80 | Magali Rousseau        | Francia   | Aqualove Sauvetage                     | 23.11.2021 | Angouleme   |        |       |
| Masters M35 | 00'57.91 | Aurelie Romanini       | Bélgica   | Aqualove Sauvetage                     | 01.04.2023 | Montpellier |        |       |
| Masters M40 | 00'59.49 | Nele Vanbuel           | Bélgica   | Nelaur Barveaux                        | 09.03.2025 | Dordrecht   |        |       |
| Masters M45 | 01'06.51 | Stefanie Adam          | Alemania  | Bietigheim-Bissingen                   | 20.09.2023 | Bruges      |        |       |
| Masters M50 | 01'06.06 | Jeanette Libera-Körner | Alemania  | Berlin-Charlottenburg/Wilmersdorf      | 25.08.2024 | Southport   | [ 20 ] |       |
| Masters M55 | 01'11.32 | Bruna Ravera           | Italia    | Aquatica Torino                        | 25.08.2024 | Southport   |        |       |
| Masters M60 | 01'12.41 | Jennifer Whiteley      | Australia | The Hills Swimming and Lifesaving Club | 18.11.2018 | Adelaida    |        |       |
| Masters M65 | 01'13.85 | Jennifer Whiteley      | Australia | The Hills Swimming and Lifesaving Club | 24.08.2024 | Southport   |        |       |
| Masters M70 | 01'39.76 | Pam Stanley            | Australia | The Hills Swimming and Lifesaving Club | 22.04.2023 | Sydney      |        |       |

### 100m Socorrista
| Categoría   | Récord   | Deportista        | País          | Club                                   | Fecha      | Lugar      | Ref    | Video |
| ----------- | -------- | ----------------- | ------------- | -------------------------------------- | ---------- | ---------- | ------ | ----- |
| Absoluto    | 00'55.03 | Kidd Madison      | Nueva Zelanda | National Team                          | 29.08.2024 | Southport  | [ 21 ] |       |
| Junior      | 00'57.09 | Melissa Giordano  | Italia        | Rane Rosse                             | 24.05.2024 | Riccione   |        |       |
| Masters M30 | 00'58.38 | Magalie Rousseau  | Francia       | Aqualove Sauvetage                     | 28.05.2022 | Saint Malo |        |       |
| Masters M35 | 01'01.77 | Nele Vanbuel      | Bélgica       | Nelaur Barveaux                        | 08.05.2022 | Seraing    |        |       |
| Masters M40 | 01'02.62 | Nele Vanbuel      | Bélgica       | Nelaur Barveaux                        | 08.03.2025 | Dordrecht  |        |       |
| Masters M45 | 01'07.28 | Claudine Roemen   | Países Bajos  | RB Echt                                | 19.09.2023 | Bruges     |        | video |
| Masters M50 | 01'07.74 | Claudine Roemen   | Países Bajos  | RB Echt                                | 07.12.2024 | Rotterdam  |        |       |
| Masters M55 | 01'10.97 | Jennifer Whiteley | Australia     | The Hills Swimming and Lifesaving Club | 16.01.2014 | Canberra   |        |       |
| Masters M60 | 01'11.54 | Jennifer Whiteley | Australia     | The Hills Swimming and Lifesaving Club | 18.11.2018 | Adelaida   |        |       |
| Masters M65 | 01'13.84 | Jennifer Whiteley | Australia     | The Hills Swimming and Lifesaving Club | 25.08.2024 | Southport  |        |       |
| Masters M70 | 01'36.88 | Pam Stanley       | Australia     | The Hills Swimming and Lifesaving Club | 22.04.2023 | Sydney     |        |       |

### 200m Super Socorrista
| Categoría   | Récord   | Deportista        | País      | Club                                   | Fecha      | Lugar            | Ref | Video |
| ----------- | -------- | ----------------- | --------- | -------------------------------------- | ---------- | ---------------- | --- | ----- |
| Absoluto    | 02'16.07 | Magalie Rousseau  | Francia   | Aqualove Sauvetage                     | 28.05.2022 | Saint Malo       |     |       |
| Junior      | 02'22.32 | Lani Pallister    | Australia | Alexander Headland SLSC                | 23.11.2019 | Warendorf        |     | video |
| Masters M30 | 02'16.07 | Magalie Rousseau  | Francia   | Aqualove Sauvetage                     | 28.05.2022 | Saint Malo       |     |       |
| Masters M35 | 02'34.53 | Nele Vanbuel      | Bélgica   | Nelaur Barveaux                        | 08.05.2022 | Seraing          |     |       |
| Masters M40 | 02'39.00 | Nele Vanbuel      | Bélgica   | Nelaur Barveaux                        | 27.04.2025 | Louvain-la-Neuve |     |       |
| Masters M45 | 02'45.68 | Sarah Windsor     | Australia | Alexandra Headland SLSC                | 03.08.2024 | Southport        |     |       |
| Masters M50 | 02'52.59 | Bruna Ravera      | Italia    | Aquatica Torino                        | 04.02.2017 | Riccione         |     |       |
| Masters M55 | 02'53.94 | Bruna Ravera      | Italia    | Aquatica Torino                        | 09.07.2022 | Torino           |     |       |
| Masters M60 | 03'09.61 | Jennifer Whiteley | Australia | The Hills Swimming and Lifesaving Club | 13.06.2022 | Sydney           |     |       |
| Masters M65 | 03'00.81 | Jennifer Whiteley | Australia | The Hills Swimming and Lifesaving Club | 23.04.2023 | Sydney           |     |       |

### 100m Combinada Salvamento
| Categoría   | Récord   | Deportista        | País          | Club                                   | Fecha      | Lugar      | Ref    | Video |
| ----------- | -------- | ----------------- | ------------- | -------------------------------------- | ---------- | ---------- | ------ | ----- |
| Absoluto    | 01'05.75 | Nina Holt         | Alemania      | National Team                          | 29.08.2024 | Southport  |        |       |
| Junior      | 01'09.10 | Zoe Pedersen      | Nueva Zelanda | National Team                          | 31.08.2024 | Southport  |        |       |
| Masters M30 | 01'09.23 | Magalie Rousseau  | Francia       | Aqualove Sauvetage                     | 29.05.2022 | Saint Malo | [ 22 ] |       |
| Masters M35 | 01'11.09 | Aurelie Romanini  | Bélgica       | National Team                          | 29.09.2022 | Riccione   |        |       |
| Masters M40 | 01'23.46 | Kuni Aoki         | Japón         | Yugawara Lifesaving Club               | 20.05.2018 | Yokohama   |        |       |
| Masters M45 | 01'24.28 | Sarah Windsor     | Australia     | Alexandra Headland SLSC                | 04.08.2024 | Southport  |        |       |
| Masters M50 | 01'28.88 | Norma Cahill      | Irlanda       | Co Clare                               | 10.02.2018 | Limerick   |        |       |
| Masters M55 | 01'31.53 | Jennifer Whiteley | Australia     | The Hills Swimming and Lifesaving Club | 12.01.2018 | Adelaida   |        |       |
| Masters M60 |          |                   |               |                                        |            |            |        |       |
| Masters M65 | 01'31.59 | Jennifer Whiteley | Australia     | The Hills Swimming and Lifesaving Club | 23.04.2023 | Sydney     |        |       |

### 100m Natación con Obstáculos
| Categoría   | Récord   | Deportista        | País      | Club                                   | Fecha      | Lugar     | Ref | Video |
| ----------- | -------- | ----------------- | --------- | -------------------------------------- | ---------- | --------- | --- | ----- |
| Masters M50 | 01'09.54 | Jennifer Whiteley | Australia | The Hills Swimming and Lifesaving Club | 18.01.2013 | Sídney    |     |       |
| Masters M55 | 01'10.70 | Jennifer Whiteley | Australia | The Hills Swimming and Lifesaving Club | 16.01.2014 | Canberra  |     |       |
| Masters M60 | 01'09.27 | Jennifer Whiteley | Australia | The Hills Swimming and Lifesaving Club | 16.11.2018 | Adelaida  |     |       |
| Masters M65 | 01'12.60 | Jennifer Whiteley | Australia | The Hills Swimming and Lifesaving Club | 23.08.2024 | Southport |     |       |
| Masters M70 | 01'36.11 | Alison Windsor    | Australia | Alexandra Headland SLSC                | 23.08.2024 | Southport |     |       |